# Xanthus
Xanthus är ett släkte av skalbaggar. Xanthus ingår i familjen vivlar.
Kladogram enligt Catalogue of Life:
| Xanthus | \| \| Xanthus liliputanus \| \| \| \| \| \| Xanthus pygmaeus \| \| \| \| |
|         | \| \| Xanthus liliputanus \| \| \| \| \| \| Xanthus pygmaeus \| \| \| \| |
|         | Xanthus liliputanus                                                      |
|         |                                                                          |
|         | Xanthus pygmaeus                                                         |
|         |                                                                          |